# 2K12 Kub
O 2K12 "Kub" (em russo:  2К12 "Куб"; em português:  Cubo; Designação da OTAN: SA-6 "Gainful") é um sistema móvel de lançamento de mísseis terra-ar desenvolvido pela União Soviética para defesa antiaérea. "2К12" é a designação GRAU do sistema.
Cada bateria 2K12 de lançamento de mísseis são montadas em chassis GM-578, enquanto o sistema de radar 1S91 é montado em cima de um chassi GM-568.

## Fotos

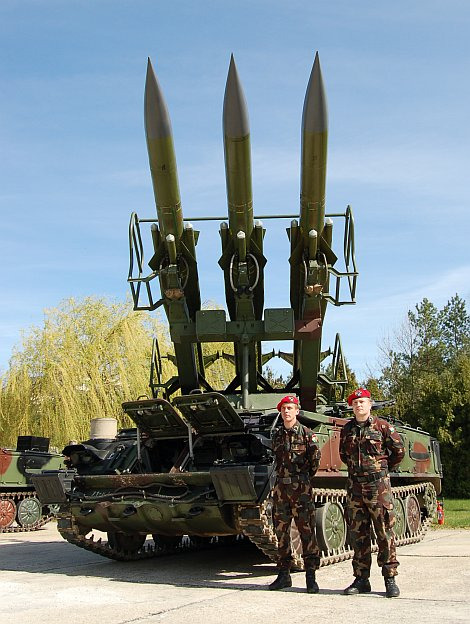
Um SA-6 do exército húngaro.
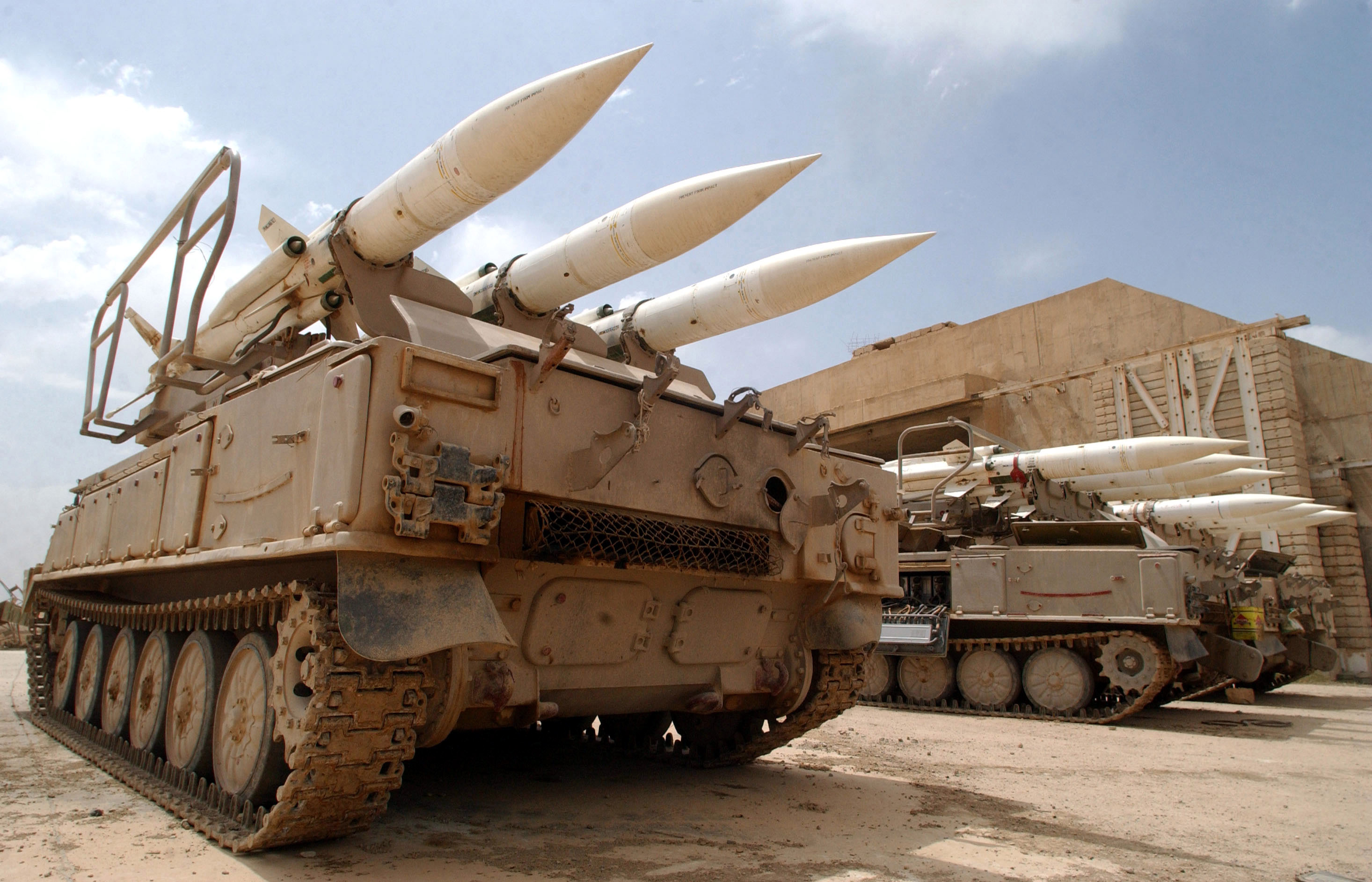
Modelo 3M9 iraquiano.
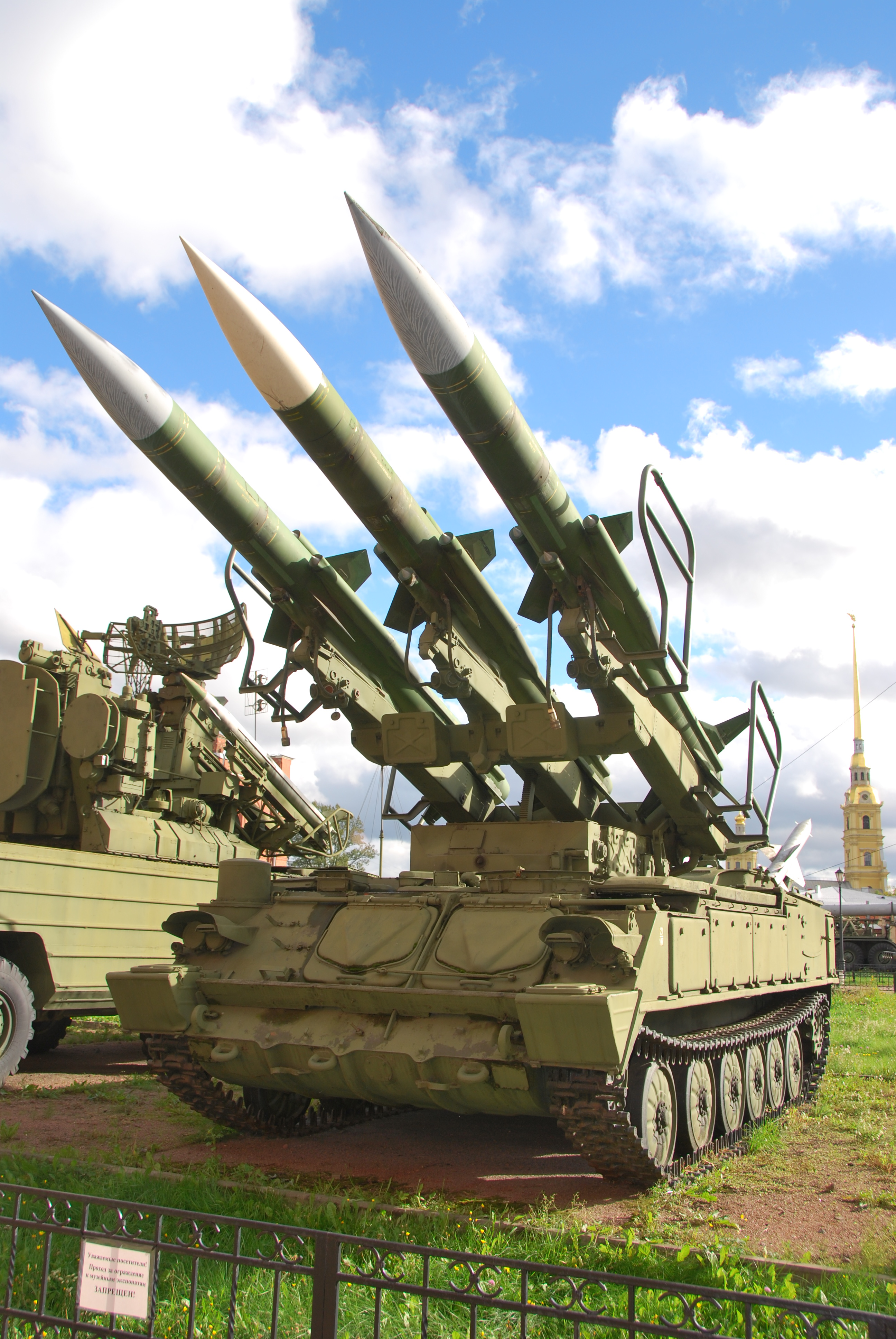
Um 2P25 Kub russo.